# El Diablo (singel Eleny Tsangrinu)
El Diablo – singel greckiej piosenkarki Eleny Tsangrinu wydany 28 lutego 2021. Piosenkę skomponowali Jimmy "Joker" Thornfeldt, Laurell Barker, Cleiton "OXA" Sia i Thomas Stengaard.
Utwór reprezentował Cypr w 65. Konkursie Piosenki Eurowizji (2021).

## Kontrowersje
Wybór piosenki do reprezentowania kraju w 65. Konkursie Piosenki Eurowizji przez cypryjskiego nadawcę CyBC wywołał liczne protesty w kraju oraz zamieszki pod siedzibą telewizji. Cypryjski Kościół Prawosławny zarzucił artystce propagowanie satanizmu, oraz wypowiedział się prośbą o wycofanie artystki z konkursu. Prośba została jednak odrzucona przez nadawcę.

### Oskarżenia o plagiat
Krótko po premierze pojawiły się oskarżenia o plagiat zarówno dotyczący samego utworu jak i teledysku. Początek piosenki ma przypominać przebój Rity Ory „Anywhere”, a w refrenie pojawiają się silne inspiracje utworem „Bad Romance” Lady Gagi. Teledysk natomiast łudząco przypomina klip do piosenki „Love Me Land” Zary Larsson. 
Artystkę żartobliwie skrytykował zwycięzca Eurowizji 2019 Duncan Laurence, kiedy zapytany o swoich faworytów powiedział, że piosenka przypominająca utwór Zary Larsson jest tą, która wygrać nie powinna. Kilka dni później niderlandzki artysta zaprzeczył jednak jakoby jego wypowiedź miała nawiązywać do piosenki i przeprosił za nieporozumienie.

## Notowania na listach przebojów
| Kraj            | Lista (2021)                              | Najwyższe miejsce |
| --------------- | ----------------------------------------- | ----------------- |
| Belgia          | Ultratip 50 Singles (Flandria)            | 52                |
| Finlandia       | Suomen Virallinen Lista                   | 6                 |
| Grecja          | Top 100 Radio (International)             | 10                |
| Grecja          | Top 100 Radio (Local)                     | 9                 |
| Holandia        | Single Top 100                            | 31                |
| Irlandia        | Top 100 Singles                           | 60                |
| Islandia        | Tónlist                                   | 14                |
| Litwa           | Singlų Top 100                            | 8                 |
| Łotwa           | EHR Top 40                                | 3                 |
| Norwegia        | VG-lista                                  | 12                |
| Szwecja         | Sverigetopplistan                         | 20                |
| Wielka Brytania | UK Singles Chart                          | 86                |
| Wielka Brytania | Official Independent Singles Chart Top 50 | 19                |

## Certyfikat
| Kraj          | Certyfikat  | Sprzedaż   |
| ------------- | ----------- | ---------- |
| Grecja (ZPAV) | złota płyta | 1 000 000+ |